# 張温 (孫呉)
張 温（ちょう おん、193年 - 230年）は、中国三国時代の呉の武将、政治家。字は恵恕。揚州呉郡呉県の人。父は張允（劉表配下の張允ではない）。弟は張祗・張白。姉妹は女子三人（一人は顧承の妻）。『三国志』呉志に伝がある。

## 生涯
呉郡張氏は呉の四姓の一つに数えられ、父も地元で評判の人物であり、孫権に招かれ東曹掾となったが、早くに死去している。
張温は若い頃から行いが良く、容貌も立派であった。孫権が張温の評判を聞き、その性格を配下に尋ねると、劉基は「全琮に肩を並べる人物」といい、また顧雍は劉基の言葉を否定した上で「肩を並べる人物など見当たらない」と、さらに絶賛した。孫権が彼の父に匹敵する人物と判断し、張温を呼び寄せ語らうと、張温の見事な振る舞いに呉の群臣は揃って感嘆した。このため孫権も態度を改め、鄭重に遇するようになり、張昭からは特に期待された。議郎・選曹尚郎となり、孫登の教育係である太子太傅を務め、信任を得るようになった。また、太子中庶子の設置を提言している。
黄武3年（224年）、32歳の時に輔義中郎将に任命され、使者として蜀漢へ赴いた。孫権の信頼に応え大任を果たしたため、諸葛亮をはじめ蜀の人々にも賞賛された。この時に蜀の秦宓と呉と蜀について問答したという。陳寿の記述においては、張温が最後に蜀の政治を賛美したことに対して孫権が不快に思ったことと張温の名声の高さを妬んだことが、後述の左遷の理由として挙げられている。史家は「陳寿が私見を述べていること」を厳しく批判している。
陳寿の私見と異なり、正史によると、帰国すると孫権から厚遇された。孫権は張温に軍団を与え、豫章郡方面の守りにつかせた。その後、張温は殷礼の任官など他の人事のいくつかについても異議を挟んだ。さらに張温がかつて選曹郎に抜擢した人物に曁艶という者がいた。後に曁艶は尚書となったが諸官の落ち度を容赦なく弾劾し、選曹郎の徐彪とともに人事で専断的な行動が目立ったため、呉の人々の恨みを買い失脚し自殺に追い込まれていた。また、丞相孫邵も張温と曁艶に讒言されたため辞意を表明したが、孫権の許しにより復職した。その後、孫権へ賊討伐を申し出たため、孫権は張温を信じて、彼に繞帳・帳下・解煩兵（呉軍の特殊部隊）それぞれ5000人を与え、豫章討伐に向かわせた。しかし、魏の侵攻があったので張温は山越の平定に失敗した。駱統は張温のために理を尽くして弁護したが、孫権に容れられることはなかった。
結局張温派閥の専横や治理の失敗により張温は左遷された上で呉郡に戻され、6年後に病死してしまった。弟二人は官職を没収され、また姉妹も皆離別させられて、奴婢に落されることになった。『文士伝』によると、顧承の妻となっていた妹は許されて再嫁することになったが、自害したという。
『会稽典録』によると、余姚県の虞俊は張温の失脚を予見していた。虞俊は「張温は、才能は多いが知恵は少なく、見せかけだけのもの不誠実な人物だ」と評価している。『三国志』によると、諸葛亮は張温の失脚を当初信じられなかったが、報せが届いた後しばらく考えた上で、諸葛亮は「張温は、清濁がとても明らかで善悪をはっきり分けたゆえにより失脚した」と悟ったという。
後に『呉書』を編纂した韋昭は張温と親しい関係であったという。